# Giustiniana Wynne
Giustiniana Wynne Gräfin Rosenberg Orsini (* ca. 1737 in Venedig; † 22. August 1791 in Padua) war Schriftstellerin und eine Repräsentantin der Salonkultur des späten Venedig.

## Leben
Die Tochter des englischen Adligen Sir William Wynne und der Anna Gazzini wurde schon in jungen Jahren in der mehrsprachigen väterlichen Bibliothek und im Gelehrten- und Literatenkreis um den britischen Konsul Joseph Smith von diesem und Francesco Algarotti gefördert. Nach dem Tod ihres Vaters, unterwegs mit der Familie nach London, fand die beredte Venezianerin 1758 in Paris durch Schönheit, Bildung und Temperament sehr schnell das Interesse der großen Salons. Der vermögende Mäzen und  Generalsteuerpächter Le Riche de la Pouplinière verlobte sich mit ihr. Die damals 16-jährige Giustiniana hatte sich in Venedig in Andrea Memmo, Sohn einer der ältesten Patrizierfamilien, verliebt und hatte eine Affaire mit ihm. Zum Zeitpunkt der Verlobung war sie im vierten Monat von Memmo schwanger. Von den prospektiven Erben Pouplinières verfolgt und bedroht, wurde sie von Giacomo Casanova in einem ländlichen Nonnenkloster in Sicherheit gebracht, aus dem sie nach der geheim gebliebenen Entbindung wieder auftauchte und die Verlobung löste.
Wynne heiratete 1761 den kaiserlichen Botschafter in Venedig Graf Philipp von Rosenberg Orsini, der sich mit ihr 1765 auf seine Güter in Kärnten zurückzog. 
Verwitwet führte sie in Venedig einen kosmopolitischen Salon, von ausländischen Intellektuellen der polyglotten Unterhaltung wegen geschätzt. 1780 diente sie dem Dichter William Beckford of Fonthil als kongenialer Cicerone, 1782 ordnete der Senat sie dem Zarewitsch Paul Petrowitsch, dem künftigen Paul II. von Russland, und der Großfürstin Maria Feodorowna als Ehrenbegleiterin zu. Den Bericht darüber veröffentlichte sie in London. Seit 1782 veröffentlichte sie Erzählungen und Berichte aus dem Milieu der Gondolieri ebenso wie aus ihrem Lebenskreis Intellektueller und kultivierter Patrizier. Ihre französisch geschriebenen Texte verraten ein waches Gespür für Werte und Traditionen verschiedener sozialer Schichten.
1784 zog sie sich nach Padua zurück, kam aber oft in ihr Haus nach Venedig. Ihrem Freund, dem gescheiterten Reformator und Gegner des mächtigen Rates der Zehn, dem Senator Angelo Quirini, widmete sie ein Porträt in ihrer Schilderung seiner Villa mit ihren und Kunstschätzen in Altiquiero bei Padua. Großen Erfolg erreichte 1788 ihr Buch Les Morlaques, Schilderung eines archaisch-rückständigen, von Sippenstolz, Kleinkrieg und Aberglauben geprägten slawischen Volks an der unruhigen Grenze zum osmanischen Bosnien. Damit traf sie das Interesse der Romantik an Sage und Volksdichtung. Dieses im nächsten Jahr auch in Breslau und Leipzig auf Deutsch erschienene Werk hat Johann Wolfgang von Goethe zu seiner Beschäftigung mit serbokroatischer Volksdichtung und dem Aufsatz „Serbische Lieder“ angeregt. Im Mai 1790 begegnete Giustiniana Wynne Goethe und der Herzogin Anna Amalia von Sachsen-Weimar in Venedig.
Giustiniana Wynne Rosenberg-Orsini starb nach langer Krankheit. Sie wurde in der Kirche San Benedetto in Padua begraben, wo noch eine Gedenktafel am Eingangsportal an sie erinnert.

## Werke
- Du séjour des comtes du Nord à Venise en Janvier MDCCLXXXII. Lettre de Mme la  comtesse Douairière des Ursins, et Rosenberg à Mr. Richard Wynne, son frère, à Londres. Londres (1782)
- Pièces morales & sentimentales de Madame J. W. c-t-sse de R-e-g/Écrites à une campagne, sur les Rivages de la Brenta, dans l’État Vénitien, Londres (1785), englische Übersetzung:
  - Moral and Sentimental Essays on miscellaneous subjects, written in retirement, on the banks of the Brenta, in the Venetian state (2 Bände), London (1785)
- A André Memmo Chevalier de l’Etoile D’Or et procurateur de Saint Marc, à l’occasion du mariage de sa fille Aineé avec Louis Mocenigo Venezia 30 aprile 1787. Stamperia Giuseppe Rosa, Venezia (1787)
- Alticchiero, à  M. Huber de Genève, par Madame J.C.D.R., Padoue (1787)
- Les Morlaques, par J. W. C. D. U. & R., Venezia und Modena (1788)